# Џавхар
Џавхар Бен Абдалах (арап. جوهر‎‎; око 911—28. јануар 992.) је био фатимидски генерал. Предводио је освајање северне Африке. Оснивач је града Каира. 

## Биографија
Према запису Лава Афричког, Џавхар је рођен у Далмацији. Лукаревић је сматрао да је рођен највероватније у Цавтату. Као младић је, заједно са оцем, пао у заробљеништво Сарацена и преко Сицилије је доведен на двор шиитских Фатимида у Тунис. Ступио је у службу калифа Ел Каима (935-949), а затим Ел Мансура као секретар и Ел Муиза који га именује генералом и поверава му врховно заповедништво над војском. Џавхар је више пута однео победе над моћнијим берберским и омајадским четама у Северној Африци. Након победе код Тахерта (958) осваја стратешки важне тачке кнежевине Сиђилмас. Након победе код Феза 960. године прекинута је вишевековна доминација шпанских Омејада над Магребом. Џавхар припрема чете за поход на Египат 969. године. За неколико месеци он заузима Египат и проширује Фатимидски калифат од Атлантика до Нила. Џавхар се као политички и војни управитељ Египта није настанио у Фостату већ је основао нову престоницу, Каиро. Учествовао је у планирању и изградњи другог, после Багдада, највећег града исламског света. Године 970. започиње изградњу џамије Ел Азхар која је отворена 22. јуна 972. године. Џавхад се 4. априла 974. године повлачи из јавног живота. Умро је 992. године.

## Надимци
- Ел Сикили (الصقلي, "Сицилијанац")
- Ел Руми ("Византинац или Грк")
- Ел Саклаби ("Словен")
- Ел Каид ("генерал")